# Eritreai labdarúgó-bajnokság (első osztály)
Az eritreai labdarúgó-bajnokság első osztálya az eritreai labdarúgás legmagasabb divíziója. 1994-ben alapították, de az első szezont 1995-ben játszották le. 1953-tól egészen az ország függetlenségének megszerzéséig, 1993-ig, az eritreai labdarúgó csapatok az etiópiai labdarúgó-bajnokságban szerepeltek, ahol összesen kilenc alkalommal diadalmaskodtak.

## A 2009-es bajnokság csapatai
| Klub           | Város   | Alapítva |
| -------------- | ------- | -------- |
| Red Sea FC     | Aszmara |          |
| Mdlaw Megbi    | Aszmara |          |
| Denden FC      | Aszmara |          |
| Al Tahrir      | Aszmara |          |
| Tesfa FC       |         |          |
| Asmara Brewery | Aszmara |          |
| Adulis FC      | Aszmara |          |
| Edaga Hamus    | Aszmara |          |
| Kinfi FC       |         |          |
| Geza Banda     |         |          |
| Akria          |         |          |
| City Center FC |         |          |

## Bajnokcsapatok
| Szezon | Klubcsapat               |
| ------ | ------------------------ |
| 1994   | Nem került megrendezésre |
| 1995   | Red Sea FC               |
| 1996   | Nem került megrendezésre |
| 1997   | Mdlaw Megbi              |
| 1998   | Red Sea FC               |
| 1999   | Red Sea FC               |
| 2000   | Red Sea FC               |
| 2001   | Hintsa                   |
| 2002   | Red Sea FC               |
| 2003   | Anseba SC                |
| 2004   | Adulis Club              |
| 2005   | Red Sea FC               |
| 2006   | Adulis Club              |
| 2007   | Al Tahrir                |
| 2008   | Asmara Brewery           |

## Örökmérleg
| Klubcsapat     | Aranyérmes |
| -------------- | ---------- |
| Red Sea FC     | 6          |
| Adulis Club    | 2          |
| Mdlaw Megbi    | 1          |
| Hintsa         | 1          |
| Anseba SC      | 1          |
| Al Tahrir      | 1          |
| Asmara Brewery | 1          |

## Külső hivatkozások
- Statisztika az RSSSF honlapján
- africansoccerunion.com